# Boddas bönhus

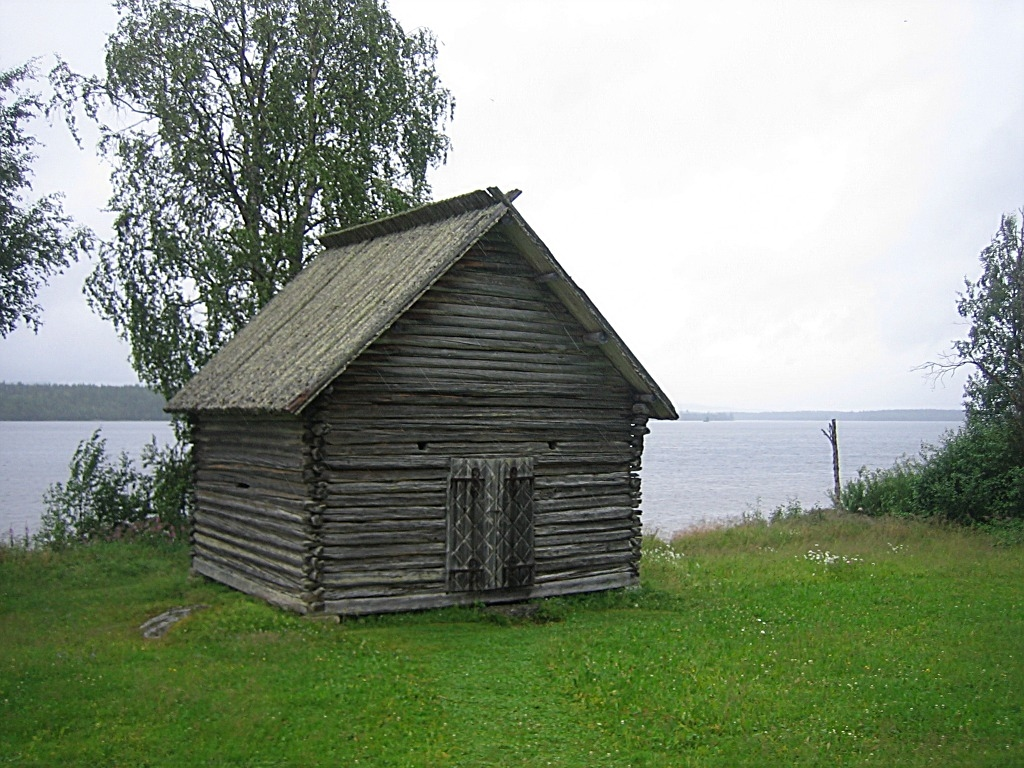
Boddas bönhus i Bodsjö, Jämtland, Sverige

Boddas bönhus är en liten träbyggnad i Bodsjö socken i Bräcke kommun. Byggnaden är uppförd i rundtimmer med rännknut och daterad till 1291 vilket gör den till en av Sveriges äldsta träbyggnader.
Boddas bönhus flyttades 1912 från Bodsjöbyn till sin nuvarande plats vid Bodsjö kyrka. Den ursprungliga platsen för byggnaden undersöktes 2009 då man fann spår efter en tidigmedeltida bosättning. Byggnaden förklarades som byggnadsminne år 2000.
Namnet Boddas bönhus kommer från en sägen om en kvinna vid namn Bodda som ska ha byggt traktens första kapell.